# Dekanat Karpacz
Dekanat Karpacz – jeden z 28 dekanatów w rzymskokatolickiej diecezji legnickiej. Poprzednio „Dekanat Mysłakowice”

## Parafie
W skład dekanatu wchodzi 10 parafii:
- Parafia św. Jana Chrzciciela – Bukowiec
- Parafia Nawiedzenia Najświętszej Maryi Panny – Karpacz
- Parafia św. Jadwigi Śląskiej – Karpniki
- Parafia Imienia Najświętszej Maryi Panny – Kowary
- Parafia Niepokalanego Poczęcia Najświętszej Maryi Panny – Łomnica
- Parafia św. Jadwigi Śląskiej – Miłków
- Parafia Najświętszego Serca Pana Jezusa – Mysłakowice
- Parafia Świętej Trójcy – Podgórzyn
- Parafia Najświętszego Serca Pana Jezusa i Matki Bożej Ostrobramskiej – Sosnówka
- Parafia św. Józefa Robotnika – Ścięgny